# 비야르케 잉엘스
비야르케 분드고르 잉엘스(Bjarke Bundgaard Ingels, 1974년 10월 2일 ~ )는 덴마크의 건축가이다. 비야르케 잉엘스 그룹의 창립자이자 창의적 파트너로 잘 알려져 있다.